# 風間健太郎
風間 健太郎（かざま けんたろう、1980年10月14日 - ）は、日本の男性声優。埼玉県出身。

## 人物
2012年3月までマウスプロモーションに所属していた。
趣味・特技は英語、仏語。

## 出演作品

### テレビアニメ
2010年
- 閃光のナイトレイド
- 咎狗の血（男）
- NARUTO -ナルト- 疾風伝（仮面の忍）

2011年
- ジェネレーター・レックス

2013年
- リトルバスターズ!（教師、英語教師）

### ゲーム
2009年
- リトルバスターズ! Converted Edition

2011年
- うみねこのなく頃に散 〜真実と幻想の夜想曲〜
- ガチトラ! 〜暴れん坊教師 in High School〜（男性アナウンサー）
- キャサリン
- 侍道4

### ドラマCD
- テイルズ オブ シンフォニア

### 吹き替え
- グッド・ワイフ2
- クリミナル・マインド 特命捜査班レッドセル
- ザ・パシフィック
- ボードウォーク・エンパイア 欲望の街
- ボルジア家 愛と欲望の教皇一族
- 恋愛兵法

### ボイスオーバー
- ヒストリーチャンネル「現代の驚異」